# Battaglia di Montecalvo
La battaglia di Montecalvo (altrimenti nota come battaglia di Borghetto) fu uno scontro avvenuto il 2 maggio 1800 tra le forze dell'Armata d'Italia sotto il comando del generale Suchet e le forze della Coalizione, sotto il comando del generale von Elsnitz. Lo scontro, che vide anche la partecipazione della flotta inglese, terminò con la ritirata dei francesi, costretti con forze esigue a difendere una lunga linea contro le superiori forze nemiche, che ripiegarono prima su Oneglia e poi sino alla linea del Var, ultima linea disponibile per bloccare il nemico prima che penetrasse nel Midi.

## Contesto storico
Nel 1799 la guerra tra la repubblica francese e le altre potenze europee era scoppiata nuovamente. La situazione si era immediatamente assestata in favore delle forze reazionarie, che in breve tempo ottennero numerosi successi su tutti i fronti, specialmente in Svizzera ed in Italia. In quest'ultimo settore in particolare, le forze della coalizione, sotto il maresciallo russo Suvorov, erano riuscite a spostare il fronte dalla linea dell'Adige alle pianure piemontesi prima e poi, sotto il comando dell'austriaco von Melas, erano riusciti a spingere i repubblicani in Liguria, dove rimasero per tutto l'inverno del 1800.

## Antefatti

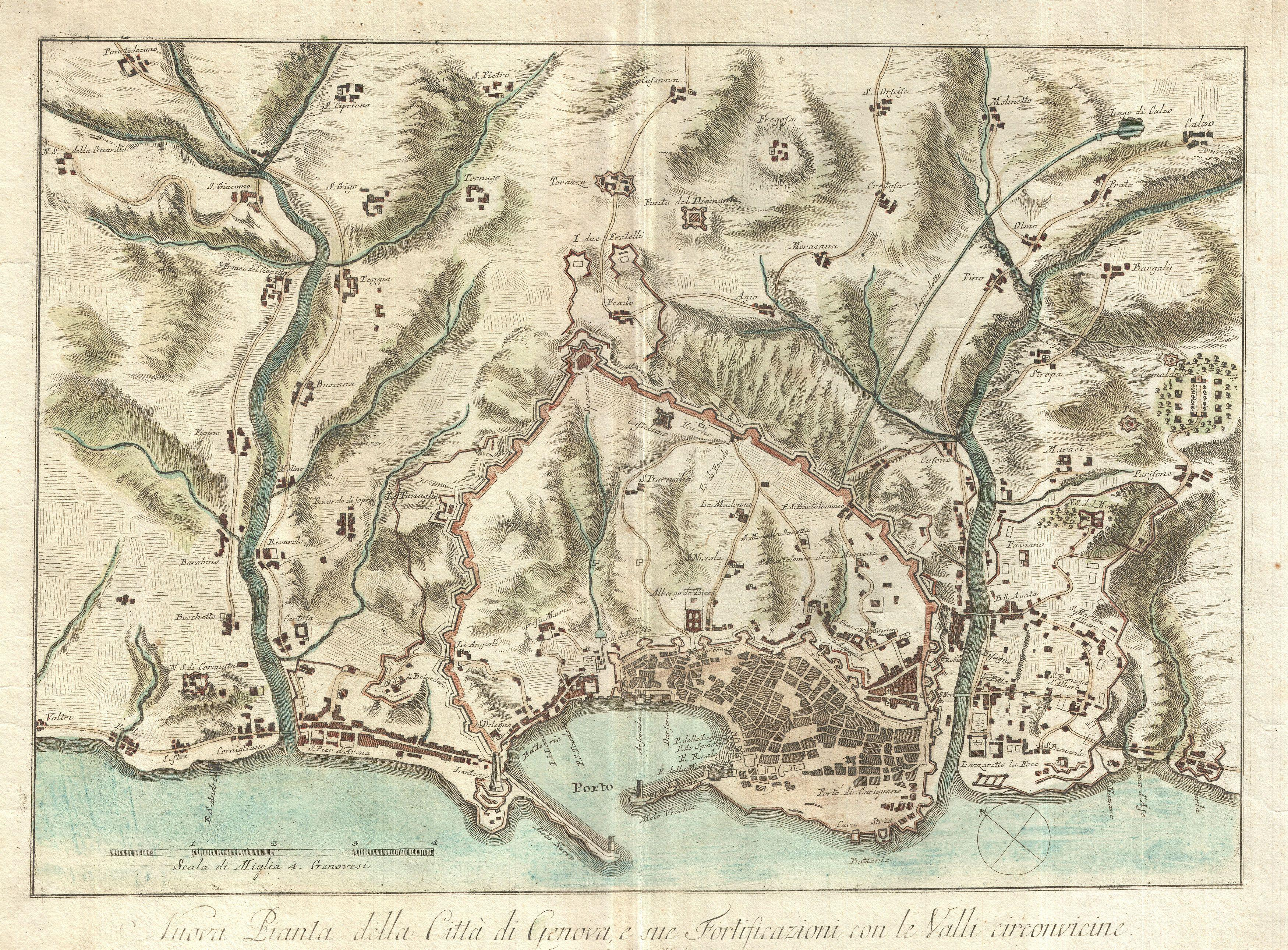
Mappa di Genova del 1800

L'anno 1799 fu disastroso per le armate francesi impegnate in Italia: abituate alle brillanti vittorie sotto la gestione di Bonaparte, si ritrovarono a subire sconfitte su sconfitte. Furono spesso colpiti da fame e malattie, le loro paghe tardavano ad arrivare e non pareva ci fosse alcuna istanza di miglioramento sotto alcun punto di vista. In aggiunta, nei primi giorni di gennaio, il loro comandante, il generale Championnet era morto a causa del tifo ed era necessario cercare un sostituto. La scelta ricadde su Andrea Massena. Sotto la gestione del nuovo comandante, la condizione dei soldati migliorò sensibilmente.

L'esercito francese contava circa 30000 uomini, che dovevano coprire l'intera lunghezza del fronte, da Sestri Levante sino al colle di Tenda: la geografia del territorio, particolarmente montuoso compensava in parte alla carenza di uomini, ma questo non era sufficiente a sopperire alla carenza di uomini. Le due ali erano comandate rispettivamente da Suchet, veterano della guerra in Italia a sinistra, e da Soult, luogotenente di Massena già in Svizzera, a destra. Difendere una linea così lunga con così pochi uomini era un'impresa quasi impossibile e gli austriaci ne erano ben consapevoli: complice la loro netta superiorità numerica, invasero la Liguria, separando nei pressi del passo di Cadibona, le forze del generale Suchet dal resto dell'Armata d'Italia, sostanzialmente imprigionandola a Genova. I tentativi di Suchet e Massena di ricongiungersi furono vani ed i due tronconi dell'armata furono costretti a combattere separatamente.

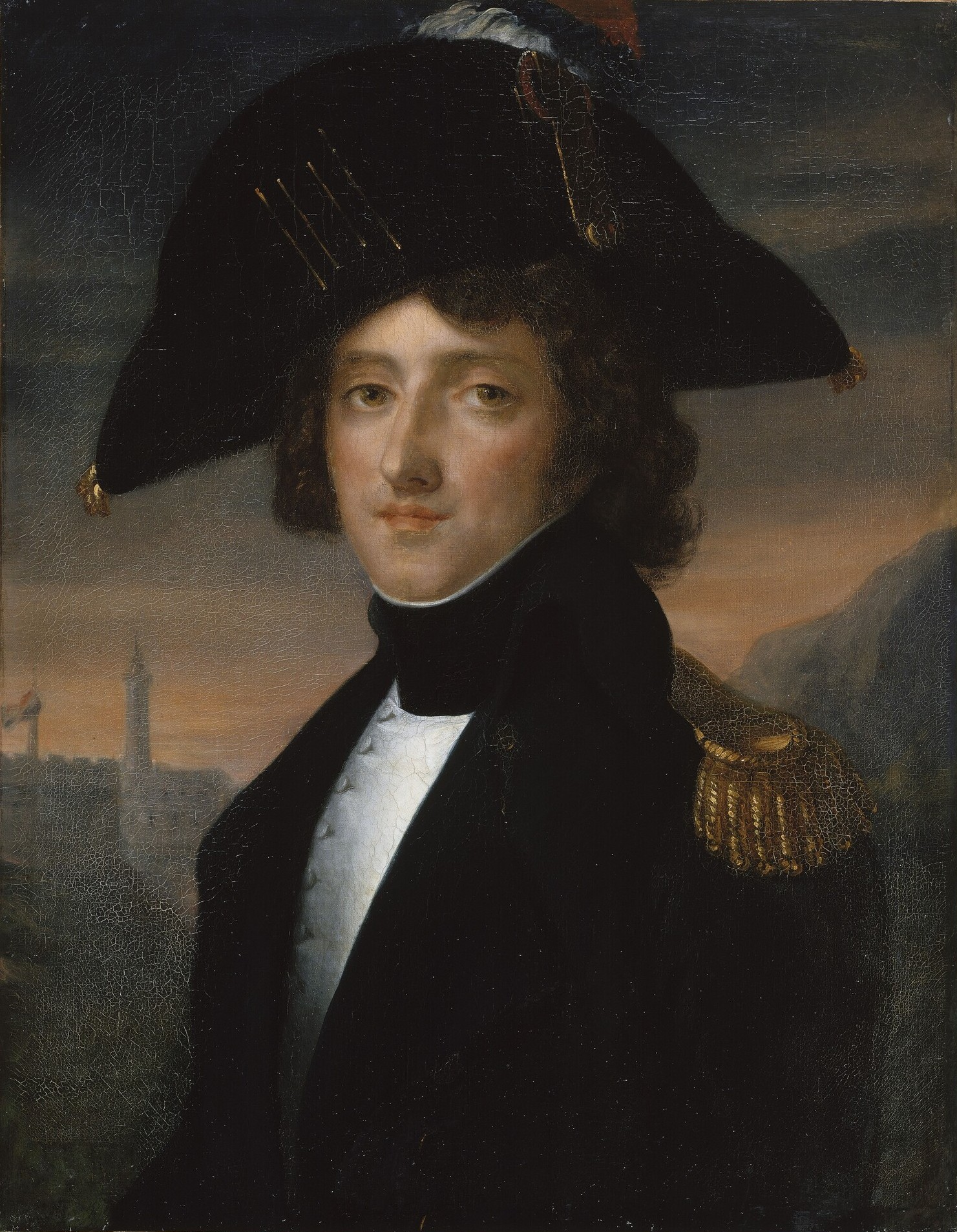
Il generale Suchet nel 1795

Fintantoché il grosso dell'esercito austriaco era impegnato a contrastare le forze di Massena e a spingerle verso il capoluogo ligure, Suchet trovò diversi successi minori, riuscendo a sconfiggere gli austriaci presso il monte San Giacomo. La cosa, però, non durò a lungo: il 19 aprile Genova venne ufficialmente posta sotto assedio e nel giro di qualche giorno migliaia di soldati si riversarono nella Riviera di Ponente, pressando le forze di Suchet. Un primo insuccesso del francese si materializzò a Bormida, quando le sue forze furono abilmente respinte dal generale austriaco von Elsnitz.
Nonostante l'evidente pericolo che lo minacciava, Suchet decise di difendere la posizione di Borghetto Santo Spirito, dove Kellermann aveva così sconfitto Devins nel 1795, e poi di ritirarsi dietro Roia, dove, con l'aiuto dei rinforzi promessi, sperava di arrestare il nemico. Di conseguenza, trasferì il suo quartier generale ad Albenga il 27 aprile; le sue truppe si posizionarono più concentrate nelle retrovie: la divisione di Clauzel appoggiava la destra sul mare davanti a Borghetto e la sinistra presso Castelbianco, tenendo con i suoi avamposti Loano, le alture di Bardineto e quelle di Rocca Barbena; Pouget occupò Castelbianco, Caprauna e Ponte di Nava nella valle del Tanaro. Due semibrigate formarono una riserva agli ordini dell'aiutante generale Blondeau. Meno di 10000 uomini così distribuiti su una linea di sei leghe difficilmente potevano difenderla.
Von Melas, giunto a Savona il 29 aprile con delle truppe di rinforzo, si preparò ad attaccare tutta la linea francese con le sue forze. Gli imperiali lasciarono quindi il monte San Giacomo per occupare Borghetto, Melogno e il Settepani.

## La battaglia

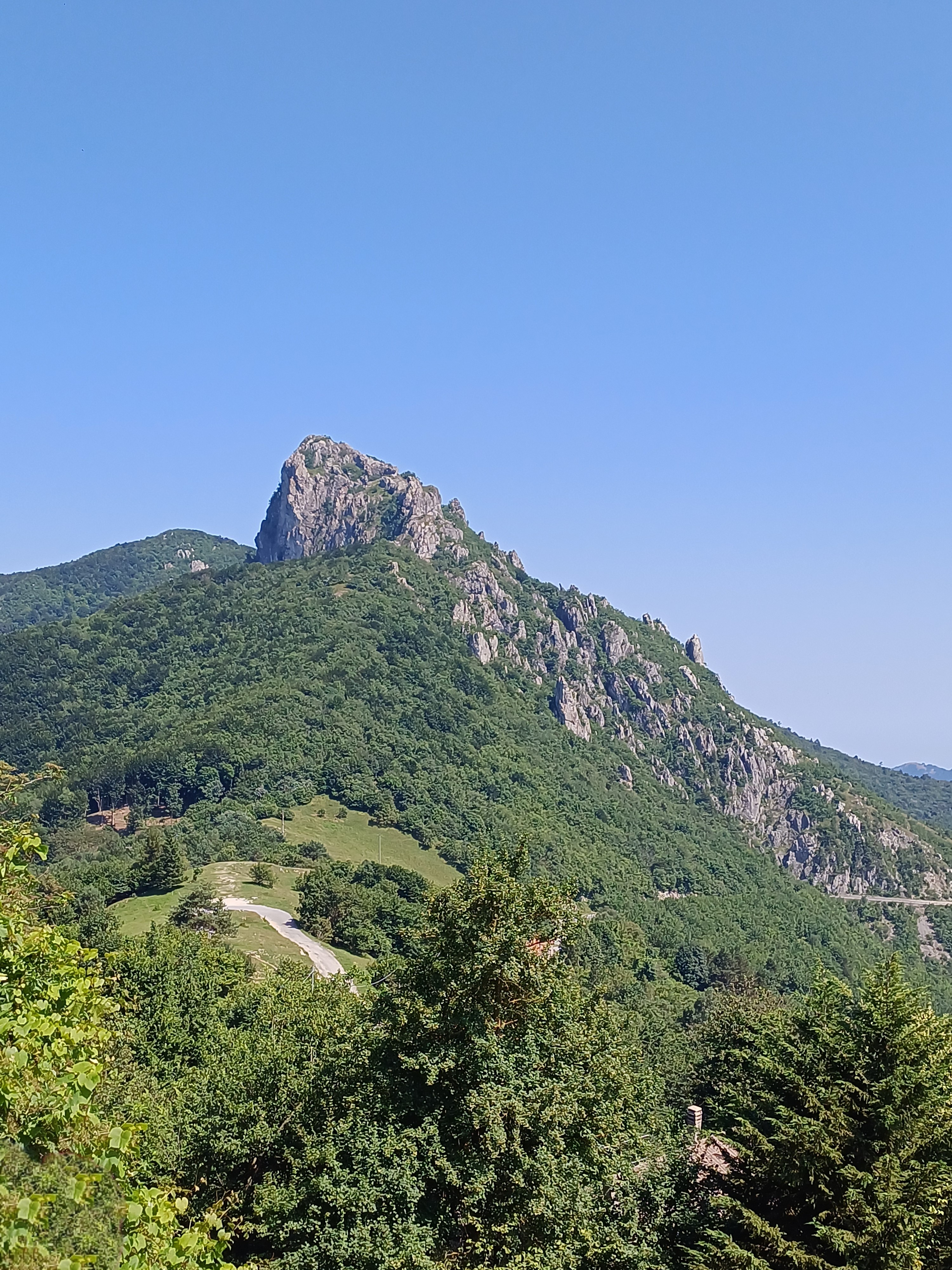
Rocca Barbena

Il 1° maggio gli avamposti francesi furono cacciati da Loano dal generale Lattermann mentre Morzin avanzò con tre brigate sul Montecalvo. Von Elsnitz con altre due brigate si diresse via Bardineto, per assaltare il monte Lingo nello stesso momento in cui Gorrup sarebbe avanzato sul monte Galero per minacciare Sambuco e la sinistra dei repubblicani.
L'attacco generale fu ordinato per il 2 maggio: la sola brigata Séras, minacciata da von Elsnitz sul versante del monte Lingo e sopraffatta da Morzin, sceso rapidamente dal Montecalvo, non poté resistere a lungo contro un esercito grande il quintuplo. I francesi poterono considerare una misera consolazione quella di essere riusciti a ritirarsi in ordine verso Sambuco. Giunto Gorrup sul monte Galero, von Elsnitz si affrettò a raggiungerlo, mentre sul litorale Lattermann prese Borghetto, supportato dalle fregate inglesi che stavano bombardando la città.
Allora Suchet, temendo di essere aggirato, diede il segnale della ritirata, che venne effettuata durante la notte. Pouget andò a stabilirsi a Rezzo e sul passo della Mezzaluna, con la sua destra a Molini di Triora; quattro semibrigate al comando di Clausel si estendevano tra quest'ultimo villaggio e Diano Marina, davanti a Oneglia. Infine un distaccamento di circa mille uomini, comandato dal generale Séras, si stabilì a Triora, per coprire il Collardente e collegare le truppe di Pouget con quelle di Lesuire.

## Conseguenze

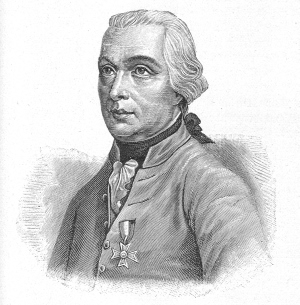
Il generale Micheal von Melas

La ritirata francese proseguì: inizialmente fermatosi ad Oneglia, l'esercito francese venne nuovamente sconfitto dagli austriaci e costretto a ripiegare ulteriormente. Suchet voleva fermarsi sulla linea della Roia, ma successivamente decise di arretrare ancora e posizionarsi sul fiume Var. Il corso d'acqua, che prima della Rivoluzione segnava il confine con il Regno di Sardegna, era pesantemente fortificato ed offriva migliori possibilità per resistere ai tentativi di assalto austriaci. La sua divisione, rafforzata dall'arrivo di volontari e coscritti, presto raggiunse nuovamente le 10000 unità.
Gli austriaci entrarono a Nizza a metà maggio, ma non riuscirono a proseguire oltre, bloccati per ben due volte dagli uomini di Suchet. Nel frattempo, le voci sull'arrivo di Bonaparte in Pianura Padana si moltiplicarono e von Melas, che aveva seguito il corpo di von Elsnitz, fu costretto a tornare sui suoi passi per constatare la gravità della situazione e prendere le necessarie contromisure. Von Elsnitz, contravvenendo agli ordini ricevuti, tentò un'ultima volta di passare il fiume prima di ritirarsi verso il Piemonte, come invece gli era stato chiesto di fare: fu respinto, i suoi uomini inseguiti e catturati mentre la via più breve per la pianura, il Colle di Tenda, fu rapidamente presa dai francesi. La sua marcia proseguì lungo la costa della Liguria, con i francesi alle sue spalle che riconquistavano quanto perso due mesi prima.